# 태풍 찬투 (2010년)
태풍 찬투 (CHANTHU)는 2010년 7월 19일부터 7월 23일까지 활동했고 최저기압 970 hPa를 기록한 2010년의 제3호 태풍이다. 필리핀과 중국에 영향을 주었다. '찬투'는 캄보디아에서 제출한 이름으로 꽃의 한 종류이다.

## 개요
제3호 태풍 찬투는 7월 19일 오후 9시에 필리핀 마닐라 서북서쪽 약 490km 부근 해상에서 중심기압 1000hPa, 최대 풍속 18m/s, 강풍 반경 약 150km, 크기 소형의 열대폭풍으로 발생하였다. 7월 21일 오전 3시에 중심기압 985hPa, 최대 풍속 27m/s, 강풍 반경 약 280km, 크기 소형의 강한 열대폭풍으로 발달하였다. 그리고 같은 날 오후 9시에 중심기압 975hPa, 최대 풍속 34m/s, 강풍 반경 약 250km, 크기 소형의 태풍으로 더욱 발달하였다. 그러나 7월 22일 오후에 레이저우반도 북쪽에 상륙하면서 약화되기 시작하였고, 7월 23일 오후 3시에 베트남 하노이 북북동쪽 약 350km 부근 육상에서 열대저압부로 약화되어 소멸하였다. 한편, 태풍 찬투가 상륙한 중국 남부에서 피해가 발생하였다. 광둥성에서는 2명이 사망하는 인명피해가 발생하였다.

## 같이 보기
- 2010년 태풍